# Pseudobrephos costiplaga
Pseudobrephos costiplaga är en fjärilsart som beskrevs av E.D. Jones 1921. Pseudobrephos costiplaga ingår i släktet Pseudobrephos och familjen mätare. Inga underarter finns listade i Catalogue of Life.